# تپه کمربله
تپه کمربله در شهرستان کوهدشت، بخش مرکزی، دهستان گل گل، روستای کمربله واقع شده و این اثر در تاریخ ۲۸ اسفند ۱۳۸۵ با شمارهٔ ثبت ۱۸۸۷۰ به‌عنوان یکی از آثار ملی ایران به ثبت رسیده است.